# Cochlearia tatrae
Cochlearia tatrae là một loài thực vật có hoa trong họ Cải. Loài này được Borbás mô tả khoa học đầu tiên năm 1875.